# The Shin
The Shin (Georgisch: შინ) is een Georgische muziekgroep. Hun muziekstijl wordt omschreven als fusion jazz die Georgische folk combineert met jazz, pop, oosterse melodieën en flamenco.

## Overzicht
De band werd in 1998 in Duitsland opgericht door Zaza Miminosjvili en Zoerab Gagnidze. In 1999 bracht het duo zijn eerste album uit, onder de titel Tseruli. Rond 2002 kwam Mamoeka Gaganidze bij de band. In 2009 werd de band uitgebreid met Alexander Tsjoemboeridze.
Op 4 februari 2014 maakte de Georgische openbare omroep, bekend dat The Shin samen met Mariko Ebralidze Georgië zou gaan vertegenwoordigen op het Eurovisiesongfestival 2014, dat plaatsvond in de Deense hoofdstad Kopenhagen. Het lied raakte niet voorbij de halve finale.
Gaganidze overleed in augustus 2019 aan huidkanker.